# Língua sem gênero
Uma língua ou idioma sem gênero (português brasileiro) ou género (português europeu) é uma língua natural ou artificial que não tem distinções de gênero gramatical – ou seja, nenhuma categoria que exija concordância morfológica de gênero entre substantivos, pronomes, adjetivos, artigos ou verbos associados.
A noção de uma "língua sem gênero" é distinta daquela de linguagem neutra em termos de gênero, que é neutra em relação ao gênero natural. Um discurso em uma língua sem gênero não precisa ser gênero-neutro (embora as línguas sem gênero excluam muitas possibilidades de reforço de estereótipos relacionados a gênero); da mesma forma, um discurso neutro em termos de gênero não precisa ocorrer em uma língua sem gênero.
As línguas sem gênero têm vários meios para reconhecer o gênero natural, como palavras específicas de gênero (mãe, filho, etc., e pronomes distintos, como ele e ela em alguns casos), bem como contexto específico de gênero, tanto biológico quanto cultural.
As línguas sem gênero incluem todas as línguas cartevélicas (incluindo georgiano), algumas línguas indo-europeias (como bengali, persa, inglês, armênio e dialeto sorâni do curdo), línguas dravídicas (como canaresa e tâmil), todas as línguas urálicas (como húngaro, finlandês e estoniano), todas as línguas turcomanas modernas (como turco, tártaro, cazaque), chinês, japonês, coreano, a maioria das línguas austronésias (como as línguas polinésias) e vietnamita.

## Contato linguístico

### Visão morfológica
Do ponto de vista morfológico, o gênero gramatical pode surgir por conta do contacto linguístico. Pesquisas de sistemas de gênero em 256 idiomas em todo o mundo mostram que 112 (44%) têm gênero gramatical e 144 (56%) não têm gênero. Como esses dois tipos de idiomas em muitos casos estão geograficamente próximos, há uma chance significativa de que um influencie o outro. Por exemplo, a língua basca é considerada uma língua sem gênero, mas foi influenciada pelo sistema espanhol de dois gêneros feminino-masculino. Existem 6909 idiomas reconhecidos no mundo, portanto, uma amostra de 256 línguas constitui aproximadamente 3,7% de todas as línguas faladas. Assim, embora esta pesquisa em particular indique uma alta proporção de neutralidade de gênero, ela não leva em consideração os outros 96,3% dos idiomas.

### Empréstimos de outros idiomas
O gênero tem sido associado a palavras, mas não a ideias. Os estudiosos estão tentando estudar o desenvolvimento do gênero em substantivos que foram emprestados de outras línguas. Um exemplo é a atribuição de gênero dos substantivos ingleses sem gênero que foram emprestados para o italiano falado por imigrantes na América. A forma fonológica da palavra emprestada às vezes determina seu gênero. Por exemplo, os italianos que imigraram para os Estados Unidos não identificam a palavra freezer, mas ouviram freezə (com um xevá). Este som é semelhante ao /a/, então a palavra se torna frisa. Consequentemente, a nova palavra termina em /a/ que é feminina. O mesmo acontece com as palavras água (la vuora), suéter (la suera) e o quarto (la quora). Esse processo acontece também em alemão americano e francês americano. A terminação inglesa -ing (em formas de gerúndio) soa um pouco como o francês -ine e tem uma função semelhante ao alemão -ung, ambos sufixos femininos. Neste caso, os substantivos sem gênero não geram um gênero ou outro. No dialeto americano-italiano, o masculino é o gênero padrão, como em espanhol, português, francês, norueguês e inglês antigo.

### Idiomas específicos
Embora o inglês, ao contrário do inglês antigo, seja gramaticalmente livre de gênero, ele possui gênero natural, que é um conceito semântico. As distinções de gênero natural ainda permanecem em pronomes e adjetivos possessivos: he, him, his; she, her, hers, embora estes não sigam inteiramente o gênero natural, por exemplo, o gênero feminino é usado para navios e o gênero neutro é frequentemente usado para animais, fenômeno chamado de gênero metafórico.
O persa, outra língua indo-europeia, carece de gênero gramatical e natural.